# Ewa Synowska
Ewa Synowska (Cracovia, Polonia, 19 de agosto de 1974) es una nadadora retirada especializada en pruebas de estilo combinado y estilo mariposa. Consiguió una medalla de bronce durante el Campeonato Europeo de Natación de 1991 en la prueba de 400 metros estilos.
Representó a Polonia en los Juegos Olímpicos de Barcelona 1992 nadando las pruebas de 200 mariposa, 200 y 400 metros estilos.

## Palmarés internacional
| Campeonato Europeo de Natación | Campeonato Europeo de Natación | Campeonato Europeo de Natación | Campeonato Europeo de Natación |
| Año                            | Lugar                          | Medalla                        | Prueba                         |
| ------------------------------ | ------------------------------ | ------------------------------ | ------------------------------ |
| 1991                           | Atenas ( Grecia)               | Medalla de bronce              | 400 m estilos                  |